# 王者理查
是一部2021年美國傳記劇情片，講述網球巨星维纳斯和塞雷娜·威廉姆斯的父親兼教練理查德·威廉姆斯如何指導女兒們出人頭地的故事。由雷納爾多·馬庫斯·格林執導，扎克·貝林（Zach Baylin）編劇，威爾·史密斯、安潔紐·艾莉絲、莎奈雅·席德尼、黛米·辛格頓（Demi Singleton）、托尼·戈德溫與強·柏恩瑟主演。
電影由華納兄弟排於2021年11月19日美國院線上映，HBO Max同步上線一個月。威爾·史密斯憑此片獲得第94屆奧斯卡金像獎最佳男主角。

## 演員
- 威爾·史密斯飾演理查德·威廉姆斯
- 安潔紐·艾莉絲飾演奧拉森·「布蘭達」·普萊斯（英语：Oracene Price）
- 莎奈雅·席德尼（英语：Saniyya Sidney）飾演维纳斯·威廉姆斯
- 黛米·辛格頓（英语：Demi Singleton）飾演塞雷娜·威廉姆斯
- 托尼·戈德溫飾演保羅·柯恩（Paul Cohen）
- 強·柏恩瑟飾演瑞克·馬奇（英语：Rick Macci）
- 迪倫·麥狄蒙飾演威爾·霍奇斯（Will Hodges）
- 安迪·比恩（英语：Andy Bean (actor)）飾演萊爾德·史塔貝爾（Laird Stabler）
- 凱文·鄧恩飾演維克·布雷登（Vic Braden）
- 克雷格·塔特（Craig Tate）飾演洛克（Roc）
- 蘇西·阿布羅邁特（Susie Abromeit）飾演羅賓·芬恩（Robin Finn）
- 卡特里娜·貝金（英语：Katrina Begin）飾演安妮·伍斯特（Anne Worcester）
- 茱蒂絲·查普曼（英语：Judith Chapman）飾演南希·里根
- 諾亞·比恩飾演史蒂芬（Steven）
- 艾琳·康明絲（英语：Erin Cummings）飾演社工

## 製作
該項目於2019年3月對外宣布，威爾·史密斯將主演扎克·貝林（Zach Baylin）編劇的理查德·威廉姆斯傳記片。同時，華納兄弟在版權競標中勝出。雷納爾多·馬庫斯·格林在6月被聘為導演。
2020年1月，黛米·辛格頓（Demi Singleton）和莎奈雅·席德尼將分別飾演塞雷娜與维纳斯·威廉姆斯，安潔紐·艾莉絲飾演兩人的母親布蘭達，強·柏恩瑟正談判飾演瑞克·馬奇。2020年2月，李佛·薛伯和蘇西·阿布羅邁特（Susie Abromeit）加入演出陣容。2020年3月，迪倫·麥狄蒙、卡特里娜·貝金和茱蒂絲·查普曼簽約出演。
2020年1月在洛杉磯展開主要拍攝。據加州電影委員會所述，製作在該州花費了3560萬美元，其中退還了750萬美元的稅收抵免。2020年10月，托尼·戈德溫接替因COVID-19疫情導致日程安排衝突退出的薛伯，並在本月晚期恢復拍攝。

## 發行
《王者理查》2021年11月19日在美國影院上映並同步上線HBO Max一個月。原定2020年11月25日上映，但因COVID-19疫情影響而延期。

## 外部連結
- 官方网站
- 互联网电影数据库（IMDb）上《王者理查》的资料（英文）